# Arquidiócesis de Cotonú
La arquidiócesis de Cotonú (en latín: Archidioecesis Cotonuensis y en francés: Archidiocèse de Cotonou) es una circunscripción eclesiástica de la Iglesia católica en Benín. Se trata de una arquidiócesis latina, sede metropolitana de la provincia eclesiástica de Cotonú. Desde el 25 de junio de 2016 su arzobispo es Roger Houngbédji, de la Orden de Predicadores.

## Territorio y organización
La arquidiócesis tiene 3233 km² y extiende su jurisdicción sobre los fieles católicos de rito latino residentes en los departamentos de Atlantique y Litoral.
La sede de la arquidiócesis se encuentra en la ciudad de Cotonú, en donde se halla la Catedral de Nuestra Señora de la Misericordia.
La arquidiócesis tiene como sufragáneas a las diócesis de: Abomey, Dassa-Zoumè, Lokossa y Porto Novo.
En 2021 en la arquidiócesis existían 111 parroquias.

## Historia
La prefectura apostólica de Dahomey fue erigida el 26 de junio de 1883, obteniendo el territorio del vicariato apostólico de la Costa de Benín (hoy arquidiócesis de Lagos).
Después de haber cedido el territorio para la erección de la prefectura apostólica de Togoland (hoy arquidiócesis de Lomé) el 12 de abril de 1892, la prefectura apostólica fue elevada a vicariato apostólico el 25 de mayo de 1901 con el breve Apostolatus supremi del papa León XIII.
El 28 de abril de 1942 cedió parte de su territorio para la erección de la prefectura apostólica de Niamey (hoy arquidiócesis de Niamey) mediante la bula Ad faciliorem del papa Pío XII y fue seguida por el cambio de nombre a vicariato apostólico de Ouidah el 13 de mayo de 1948.
El 5 de abril de 1954 cedió una parte de su territorio para la erección del vicariato apostólico de Porto Novo (hoy diócesis de Porto Novo) mediante la bula Qui universum del papa Pío XII.
El 14 de septiembre de 1955, como consecuencia de la bula Dum tantis del papa Pío XII, el vicariato apostólico fue elevado al rango de arquidiócesis metropolitana y asumió su nombre actual.
El 5 de abril de 1963 cedió una porción de su territorio para la erección de la diócesis de Abomey mediante la bula Christi iussum del papa Juan XXIII.
El 11 de marzo de 1968 cedió otra porción de su territorio para la erección de la diócesis de Lokossa mediante la bula Ecclesia sancta Dei del papa Pablo VI.
El 20 de noviembre de 2011 la capital económica de Benín fue la última etapa del viaje apostólico del papa Benedicto XVI, que ofició la celebración eucarística en la que participaron 300 000 fieles y más de 200 obispos.

## Estadísticas
Según el Anuario Pontificio 2022 la arquidiócesis tenía a fines de 2021 un total de 920 997 fieles bautizados.
| Año                                                                             | Población            | Población | Población      | Sacerdotes | Sacerdotes    | Sacerdotes    | Bautizados por sacerdote | Diáconos permanentes | Religiosos | Religiosos | Parroquias |
| Año                                                                             | Bautizados católicos | Total     | % de católicos | Total      | Clero secular | Clero regular | Bautizados por sacerdote | Diáconos permanentes | Varones    | Mujeres    | Parroquias |
| ------------------------------------------------------------------------------- | -------------------- | --------- | -------------- | ---------- | ------------- | ------------- | ------------------------ | -------------------- | ---------- | ---------- | ---------- |
| 1949                                                                            | 104 931              | 947 404   | 11.1           | 58         | 58            |               | 1809                     |                      | 1          | 117        | 23         |
| 1970                                                                            | 126 435              | 424 333   | 29,8           | 52         | 30            | 22            | 2431                     |                      | 22         | 140        | 17         |
| 1980                                                                            | 206 987              | 657 000   | 31.5           | 31         | 15            | 16            | 6677                     |                      | 19         | 195        | 23         |
| 1990                                                                            | 310 780              | 1 179 121 | 26.4           | 79         | 40            | 39            | 3933                     |                      | 51         | 149        | 30         |
| 1999                                                                            | 438 674              | 1 222     | 35.9           | 118        | 66            | 52            | 3717                     |                      | 88         | 269        | 35         |
| 2000                                                                            | 504 503              | 1 411 680 | 35.7           | 110        | 58            | 52            | 4586                     |                      | 106        | 280        | 37         |
| 2001                                                                            | 507 876              | 1 469 801 | 34.6           | 113        | 60            | 53            | 4494                     |                      | 88         | 275        | 37         |
| 2002                                                                            | 531 934              | 1 557 147 | 34.2           | 136        | 83            | 53            | 3911                     |                      | 139        | 338        | 39         |
| 2003                                                                            | 580 442              | 1 640 916 | 35.4           | 136        | 93            | 43            | 4267                     |                      | 124        | 351        | 39         |
| 2004                                                                            | 618 717              | 1 826 226 | 33.9           | 145        | 95            | 50            | 4267                     |                      | 118        | 376        | 40         |
| 2006                                                                            | 654 000              | 1 930 000 | 33.9           | 173        | 111           | 62            | 3780                     |                      | 163        | 404        | 42         |
| 2010                                                                            | 680 326              | 2 168 000 | 31.4           | 256        | 191           | 65            | 2657                     |                      | 175        | 463        | 63         |
| 2013                                                                            | 749 179              | 2 390 000 | 31.3           | 271        | 202           | 69            | 2764                     |                      | 136        | 502        | 87         |
| 2016                                                                            | 802 000              | 2 082 000 | 38.5           | 326        | 267           | 59            | 2460                     |                      | 189        | 500        | 102        |
| 2019                                                                            | 890 450              | 2 098 600 | 42.4           | 412        | 317           | 95            | 2161                     |                      | 233        | 530        | 109        |
| 2021                                                                            | 920 997              | 2 160 650 | 42.6           | 441        | 354           | 87            | 2088                     |                      | 241        | 550        | 111        |
| Fuente: Catholic-Hierarchy, que a su vez toma los datos del Anuario Pontificio. |                      |           |                |            |               |               |                          |                      |            |            |            |

## Episcopologio
- Ernest-Marie Ménager, S.M.A. † (1883-enero de 1888 renunció)[9]
- Joseph Lecron, S.M.A. † (1888-22 de junio de 1895 falleció)[10]
- Hyacinthe Bricet, S.M.A. † (1895-1900 renunció)[11]
- Louis-Auguste Dartois, S.M.A. † (25 de mayo de 1901-3 de agosto de 1905 falleció)
- François Steinmetz, S.M.A. † (20 de mayo de 1906-12 de noviembre de 1934 renunció)
- Louis Parisot, S.M.A. † (11 de marzo de 1935-14 de enero de 1960 renunció[nota 1])
- Bernardin Gantin † (5 de enero de 1960-28 de junio de 1971 renunció)
- Christophe Adimou † (28 de junio de 1971-27 de diciembre de 1990 retirado)
- Isidore de Souza † (27 de diciembre de 1990 por sucesión-13 de marzo de 1999 falleció)
- Nestor Assogba † (29 de octubre de 1999-5 de marzo de 2005 retirado)
- Marcel Honorat Léon Agboton † (5 de marzo de 2005-21 de agosto de 2010 renunció)
- Antoine Ganyé (21 de agosto de 2010-25 de junio de 2016 retirado)[12]
- Roger Houngbédji, O.P., desde el 25 de junio de 2016